# Лаукканен, Антеро
Антеро Йорма Лаукканен (Antero Jorma Laukkanen; 30 мая 1958, Коувола — 13 декабря 2024, Эспоо) — финский пастор, общественный деятель и политик. В 2015—2023 годах член парламента от христианских демократов Финляндии в избирательном округе Уусимаа. С 2001 года член городского совета Эспоо.

## Биография
Родился в 1958 году в семье рабочих. До 6 лет воспитывался в приюте в Тёлё, так как отец бросил их, а мать одна не могла прокормить 4 детей.
Учился в пяти разных школах, но так и не получил законченного среднего образования. Бросил учебу, когда устроился на работу. В своей фирме продвигался по карьерной лестнице и в итоге занял место директора по продажам.
В 1986—1996 годах предприниматель, в 1997 году объявлен банкротом.
Один из основателей и с 1998 по 2015 год пастор общины Маякка в Эспоо.
С 1997 по 2005 год парламентский помощник Томи Канкаанниеми.
Избран в парламент на выборах 2015 года, набрав 2520 голосов. Избран на второй срок на выборах 2019 года, набрав 3459 голосов. Председатель парламентской группы по ликвидации бедности. На выборах 2023 года не баллотировался.
Член уездного совета Уусимаа в 2005—2012 годах и городского совета Эспоо с 2001 года.
Входил в совет директоров Национальной оперы в 2010—2013 годах, в консультативный совет по международным вопросам прав человека министерства иностранных дел в 2012—2015 годах.
Умер 13 декабря 2024 года от неизлечимой болезни (боковой амиотрофический склероз).